# Асукека-де-Енарес
Асукека-де-Енарес (ісп. Azuqueca de Henares) — муніципалітет в Іспанії, у складі автономної спільноти Кастилія-Ла-Манча, у провінції Гвадалахара. Населення — 33 735 осіб (2010).
Муніципалітет розташований на відстані близько 40 км на північний схід від Мадрида, 11 км на південний захід від Гвадалахари.

## Демографія
Динаміка населення (INE ):

## Галерея зображень

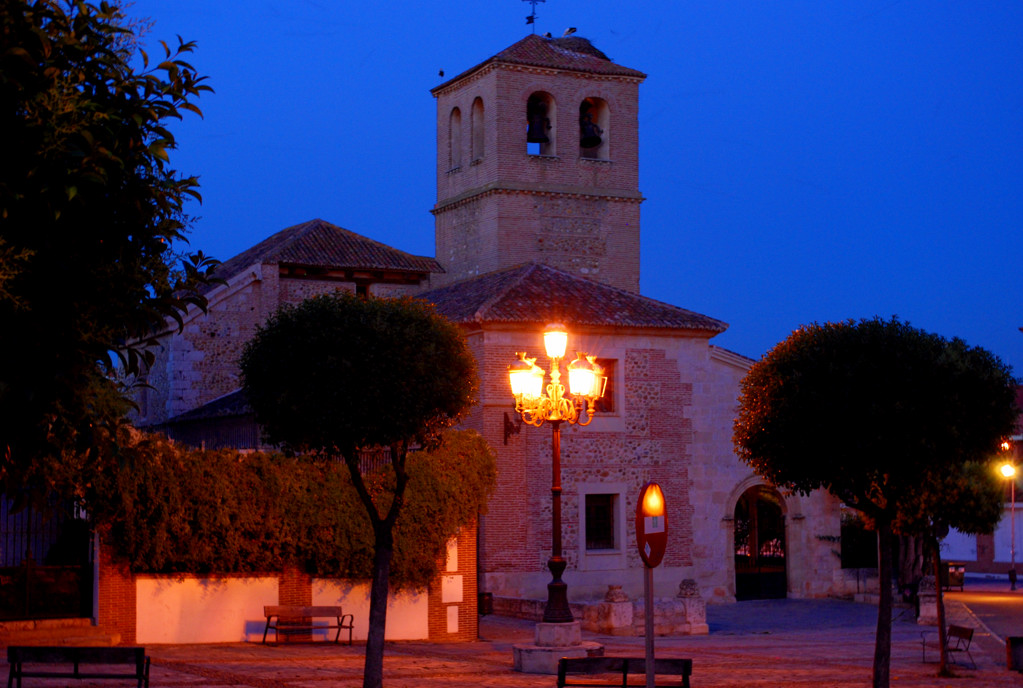
Церква Сан-Мігель
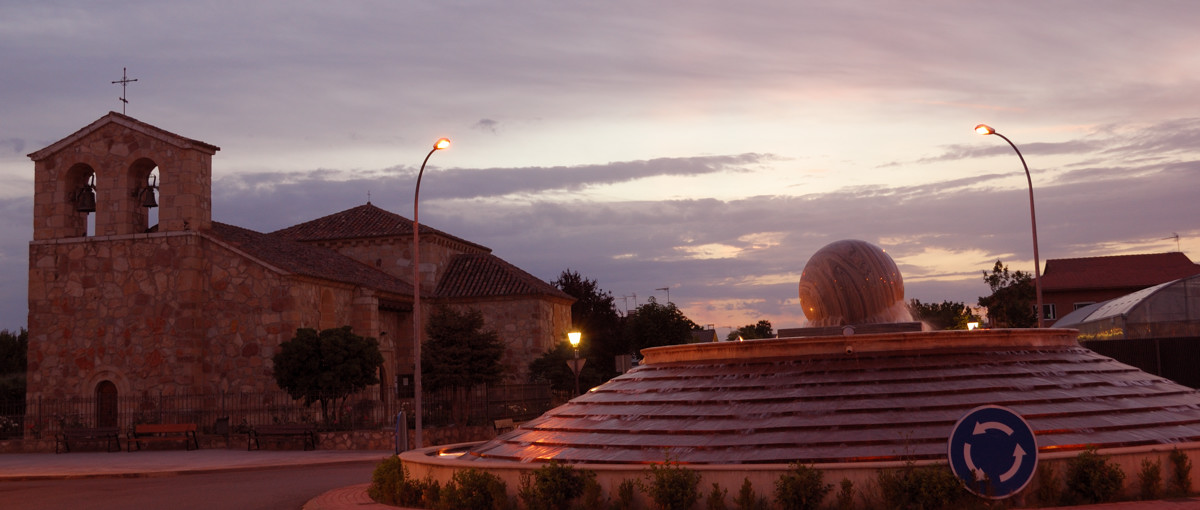
Церква Санта-Тереса-де-Хесус